# Grottenberg (Marsberg)
Der Grottenberg ist ein Berg zwischen Rösenbeck und Beringhausen. Teile des Berges wurden 2001 mit dem Landschaftsplan Hoppecketal als Naturschutzgebiets (NSG) ausgewiesen. Das NSG hat eine Größe von 16,1 ha. 2004 wurde das NSG Teil des FFH-Gebietes „Gewässersystem Diemel und Hoppecke.“ Der Berg war seit dem Mittelalter für den Bergbau von Bedeutung. In der Grube Grottenbergzug wurde Roteisenerz gewonnen. Der Goldbergbau im 17./18. Jahrhundert blieb Episode.

## Geologie und Natur
An der Süd- und Ostflanke überlagern oberdevonische und karbonische Sedimentgesteine die weit ältere Hauptgrünsteindecke. In der Kontaktzone entstanden Lagerstätten von Roteisen. Die bergbauliche Nutzung stand in der Vergangenheit im Vordergrund. Dagegen spielte die Forstwirtschaft nur eine untergeordnete Rolle. Auf dem Berg dominieren heute Buchenbestände, die wahrscheinlich aus einer niederwaldartigen Nutzung für die Gewinnung von Brenn- oder Kohlholz stammen.

## Naturschutzgebiet Grottenberg
Das Naturschutzgebiet Grottenberg besteht aus zwei Teilflächen. Östlich der östlichen Teilfläche grenzt direkt das Naturschutzgebiet Unteres Hoppecketal an. Neben Waldbereichen gibt es auch Grünlandflächen im NSG. Im Gebiet finden sich auch Felsen, alte Bergwerksstollen und ehemalige Steinbrüche. Im Wald finden sich größere Rotbuchen- und Rotfichten-Bestände. Bei den Buchenbeständen handelt es sich meist um Hainsimsen-Buchenwald. Teilweise kommen auch Bereichen mit Eichen und Hainbuchen vor. Teilweise finden sich die Baumarten in Mischbeständen. Im Schutzziel für das NSG wurde neben ökologischen Aspekten festgelegt, dass auch die Spuren des Erzbergbaus geschützt werden sollen.

## Bergbau

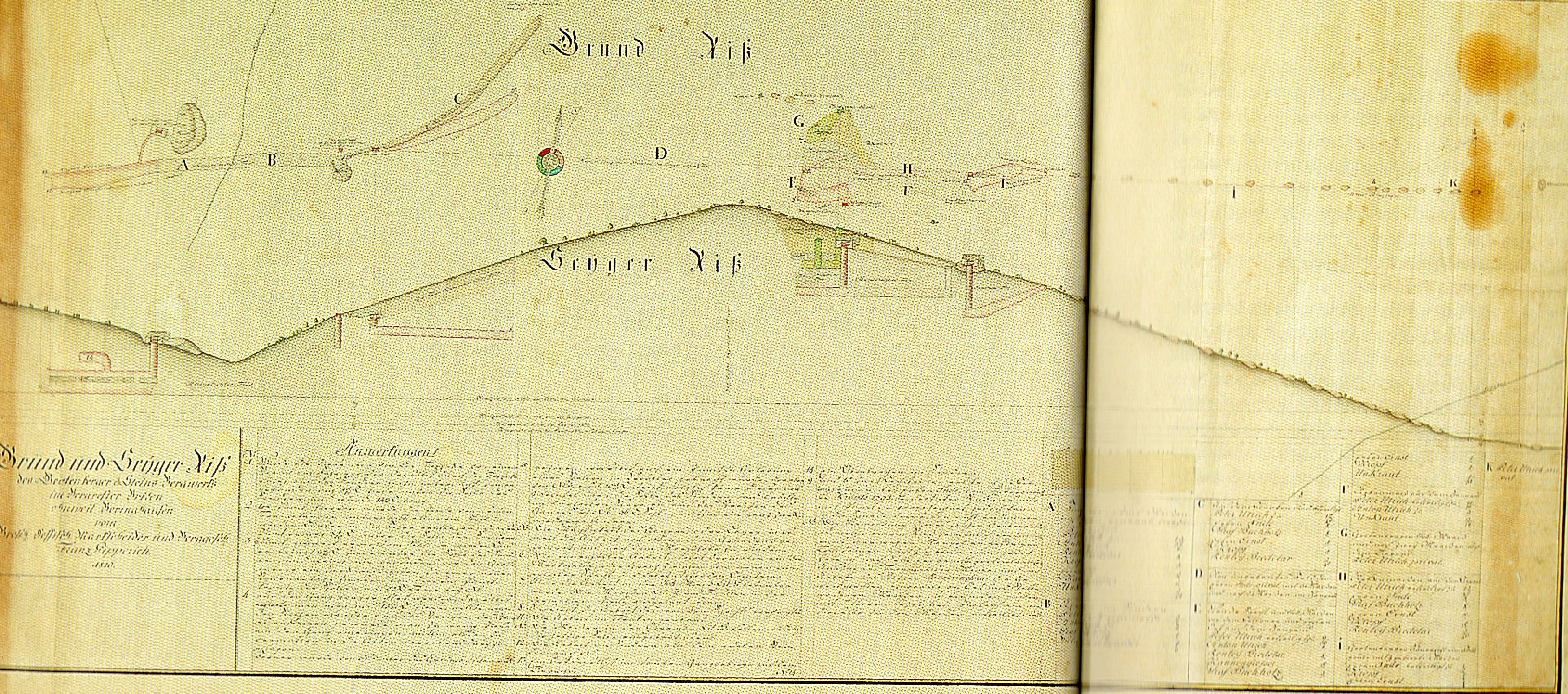
Bergabbauplan des „Grottenberger Steins-Bergwerks im Bergrefier brilon ohnweit Berringhausen ...“ von 1810

Die Eisenerzlagerstätten bei Beringhausen, Bredelar und Padberg sind als Verlängerung des westlich am Briloner Eisenberg beginnenden Roteisenzuges zu sehen, der sich über die Diemel hinaus bis in die Gegend von Giershagen erstreckt. Der Grottenberg, der Enkenberg und die Gruben am Beringhof bildeten ein eigenes Revier zwischen Brilon und Marsberg.

### Frühe Zeit
Der Bergbau begann am Grottenberg wahrscheinlich bereits im Mittelalter. Es wurden zwei große Abbaugebiete (Pingen) an den westlichen und östlichen Hängen gefunden. In den schriftlichen Quellen niedergeschlagen hat sich der Bergbau erst 1531. Es ging um einen Kompromiss in einem längeren Streit zwischen dem Kloster Bredelar und dem Haus Padberg. Danach konnte das Kloster den Padbergern nicht verwehren, nach Bergrecht Erz auf dem Enkenberg und dem Grottenberg zu schürfen und zu verhütten. Allerdings mussten die Padberger das Kloster zur Gewinnung von Kohlholz um Erlaubnis fragen und Pacht für die Hütte zahlen. Auch durften sie keine landesfremden Bergleute mehr anwerben. Kurz danach wurden in einem Schnadegang die Grenzen zwischen den Padbergern und dem Kloster festgelegt. Wie am Enkenberg fehlen danach für mehr als hundert Jahren Belege für bergbauliche Tätigkeiten. Allerdings bedeutet dies nicht unbedingt eine Aufgabe der Tätigkeit. Im Jahr 1668 wurde berichtet, dass nicht alle Bergwerke betrieben würden.

### Goldbergbau
Besonders spektakulär waren Goldfunde im Jahr 1696. Der Bergmeister Heinrich Hutschen entdeckte einige Goldmirgel in der Zeche Grottenberg. Eine weitere Untersuchung bestätigte das Vorhandensein von goldhaltigen Gestein. Der Berghauptmann von Weichs erstattete dem Kurfürsten Joseph Clemens von Bayern darüber Bericht. Dieser stellte sofort Gelder für den Bau eines Goldhauses mit einem entsprechenden Laboratorium und für Schachtarbeiten zur Verfügung. Auf die in seinem Namen geprägten Goldmünzen stand zu lesen: Aurum Westphalicum 1696 inventum. Die Funde erregten unter den Zeitgenossen große Aufmerksamkeit. Allerdings meldete Caspar Christian Vogt von Elspe in einer Schrift Skepsis an: „Da dieses Verfahren nur geringe Erträge abwirft, aber große Kosten in Rechnung zu stellen sind, mangelt es an Nutzen, selbst wenn der Macht und der Ruhm des Erzbischofs erhöht würde.“ Tatsächlich waren die Kosten enorm. Allein die Stollenhaltung verschlang mehrere tausend Reichstaler. Außerdem unterhielt man für zwanzig Jahre eine Fachkraft, die ein jährliches Gehalt von 150 Reichstalern erhielt. Im Jahr 1716 wurde der neue Bergmeister Herold angewiesen, den Goldbergbau zu verstärken. Dazu wurden auswärtige Bergleute angeworben. Weil das Bergamt ihnen ihre Löhne schuldig blieb, legten sie 1717 die Arbeit nieder. Neuere Untersuchungen ergaben, dass die zu erwartende Ausbeute keineswegs so hoch wie früher erwartet ausfallen dürfte. Der große Kapitalbedarf bei zu geringen Erträgen führte dazu, dass die Landesherren sich mit Bergbauaktivitäten auf eigene Rechnung fortan zurückhielten.

### Weitere Entwicklung
Im Gegensatz zum Gold hat Bergmeister Herold 1718 bedeutende Eisenerzvorkommen ausgemacht. Er forderte zur besseren Ausbeute die Anlage von Stollen. Dazu ist es bis 1817 aber nicht gekommen. Anteile an den Gruben fielen im Laufe der Zeit an die bedeutenden Briloner Gewerkenfamilien insbesondere an die Ulrichs.
Bergmeister Buff beschrieb die Situation 1816 wie folgt: „Diese Zeche liegt eine Stunde östlich von Messinghausen, bauet auf einem Rotheisensteinlager, welches gewöhnlich 3, aber auch 6-7 Lachter mächtig ist, Zum Liegenden Mandelstein und zum Hangenden Kalkstein hat. Auf diesem Lager, welches eine Viertelstunde erschürft ist, haben viele Gruben durch Schächte gebaut, deren aber keiner eine Teufe von 15 Lachter hat.“
„Auf diese Lager kann ein tiefer Stollen eingebracht werden, der mit dem 50 Lachter vom Mundlich auf das Lager kommt und auf diesem 150 Lachter zu Felde getrieben werden kann. (…)“
„Der hier vorkommende Stein ist nicht ganz von der Güter als der von denen anderen Lager, aber durch die Mächtigkeit des Lagers und durch die Leitig- und Wohlfeilheit, womit ein Stollen aufgefahren werden kann, verdient dieses Werk für die Zukunft alle Aufmerksamkeit.“
Peter Ulrich ließ 1817 seine Anteile brach liegen. Lediglich der Gewerke Konrad Reuter aus Padberg war zu dieser Zeit am Grottenberg noch aktiv.
Im 19. Jahrhundert übernahmen Unternehmen aus dem Ruhrgebiet die Gruben an der Hoppecke auch die am Grottenberg. Sie wurden in Großgruben mit 170 bis 240 Bergleuten umgewandelt. Der Bergbauboom erreichte mit dem Eisenbahnbau 1873 ihren Höhepunkt. Nach 1881 setzte der Niedergang ein.
Das Oberbergamt Bonn beschrieb die Situation 1890 wie folgt: „Dasselbe ist durch zwei Stollen, den Carl- und den Mathildenstollen aufgeschlossen, welch' letzterer den Carlstollen um 48 m unterteuft. Oberhalb der Carlstollensohle, wo der Eisenstein sehr kalkhaltig war, ist das Eisenerzlager fast ganz abgebaut. In der Mathildenstollensohle ist dasselbe auf 86 m Länge nach Westen überfahren und zeigt dort eine Mächtigkeit bis zu 20 m. Gegen Osten nimmt die Mächtigkeit ab und beträgt nur 6 bis 8 m. Oberhalb der Mathildenstollensohle enthält das Eisenerzlager viel Eisenkiesel. Die in jüngster Zeit vorgenommenen Untersuchungsarbeiten ergaben, dass das Lager in einer Seigerteufe vom 10 m unter der Mathildenstollensohle bei einer Mächtigkeit von 8 bis 9 m einen recht brauchbaren Eisenstein führt. In Folge dessen ist man zur Zeit mit der Anlage eines Tiefbaues beschäftigt; der Schacht hat bereits eine Teufe von 14 m erreicht. Um die bedeutenden Kosten für den Landtransport bis zu 4 km entfernt gelegene Eisenbahnstation Messinghausen zu ersparen, wurde in unmittelbarer Nähe des Stollenmundlochs ein Anschluss an die obere Ruhrtaleisenbahn hergestellt.“
Zusammen mit der Grube Antonie wurde die Grube Grottenberg von 1941 bis 1951 noch einmal von einem Nachlesebergbau oberhalb der Stollensohle genutzt. Die Gesamtförderung betrug in dieser Zeit 59628 t Erzstein.